# Капітан Цитрус
Джон Полк (англ. John Polk), широко відомий як Капітан Цитрус (англ. Captain Citrus) — вигаданий рекламний персонаж з коміксів американського видавництва Marvel Comics, що пропагує здоровий спосіб життя.

## Історія публікації
Капітан Цитрус дебютував у 2014 році в коміксі Ральфа Маккіо та Кевіна Шепр — «Avengers Assemble Featuring Captain Citrus» #1 (жовтень 2014).

## Вигадана біографія
Джон Полк, який виріс у цитрусовому гаю в Центральній Флориді, завжди відчував сильний зв'язок із землею. Коли одного разу на задньому дворі з'явилася пара загадкових сонячних капсул, Джон зрозумів, що вони призначені для нього.
Використовуючи силу сонця, сонячні капсули дозволяють Джону перетворюватися на Капітана Цитруса і дають йому здатність створювати енергетичні щити, що світяться, мережі і багато іншого. Капітан Цитрус використовує ці здібності для захисту своєї сім'ї, сусідів та гаю, яку він любить.

## Поза коміксами
- Капітан Цитрус має власний вебсайт[3].На офіційному вебсайті він дає додаткові поради дітям, як залишатися здоровими. Діти також можуть завантажувати пошукові слова, кросворди, розмальовки та інші сторінки з Капітаном Цитрусом.